# Nils Åberg
Nils Åberg (Norrköping, 1888 – Stoccolma, 1957) è stato uno storico dell'arte svedese.
Docente all'Università di Uppsala dal 1915 e all'Università di Stoccolma dal 1928, ha compiuto importanti studi, in particolare sulle antichità anglosassoni.

## Opere
- 1922 – Die Franken und Westgoten in der Völkerwanderungszeit
- 1923 – Die Goten und Langobarden in Italien
- 1930-35 – Bronzezeitliche und früheisenzeitliche Chronologie (5 volumi)
- 1943-47 – The Occident and the Orient in the Art of the Seventh Century (3 volumi)